# Amyntas (indo-griechischer König)

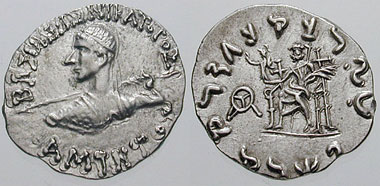
Münze des Amyntas

Amyntas Nikator war ein indo-griechischer König, der bisher nur von seinen Münzen bekannt ist. Er regierte im ersten vorchristlichen Jahrhundert. Seine Münzen fanden sich in Afghanistan und im östlichen Punjab, so dass vermutet wird, dass dies seinem Herrschaftsgebiet entspricht. Seine Münzen zeigen auf der Vorderseite seinen Kopf mit griechischen Beischriften, auf der Rückseite erscheint oftmals Zeus und Beischriften in Kharoshthi. Er prägte auch die größten bisher bekannten Silbermünzen der Antike. Der thronende Zeus auf seinen Prägungen verbindet ihn mit einer Gruppe von indo-griechischen Herrschern mit demselben Motiv. Es wird vermutet, dass er nach Antialkidas regierte, der auch den thronenden Zeus auf seinen Münzprägungen verwendete und als einer der letzten bedeutenden Herrschern der Indo-Griechen gilt.